# 牛尾梅吉
牛尾 梅吉（うしお うめきち、1864年12月17日〈元治元年11月19日〉 - 1934年〈昭和9年〉5月4日）は、日本の政治家（姫路市会議員）、相場師、実業家、兵庫県多額納税者、資産家。姫路商工会議所会頭。姫路水力電気、姫路信託各社長。姫路銀行頭取。牛尾合資会社代表社員。山陽商事代表取締役。族籍は兵庫県平民。
神戸銀行副頭取、中国合同電気社長牛尾健治の父。ウシオ工業社長牛尾吉朗、ウシオ電機会長牛尾治朗の祖父。

## 経歴
播磨国姫路（現・兵庫県姫路市）に生まれた。牛尾政五郎の二男。牛尾政次郎の弟。1882年、兄・政次郎方より分かれて一家を創立した。分家の二男だった梅吉は自分で生計をたてる必要があった。呉服の行商から始めた。
27歳の頃には反物を商っていた。1892年、1893年頃から1897年頃まで太物商売に力行して多少の財を積んだ。しかし「これでは産を為すに足らぬ」と市場仲買商売に目をつけた。姫路米穀取引所仲買人となった。
30歳にして姫路市場に開店した。仲介業、有価証券売買業、米穀仲買業を営んだ。次第に姫路の財界に頭角を現し関係事業が多くなった。仲買業は甥の友治に譲った。1912年以来1922年まで市会議員を務めた。
1913年、大阪・堂島に進出し、相場師石井定七との大勝負で勇名を馳せた。1917年、姫路水力電気社長、のち中国合同電気副社長。1927年、姫路商業銀行頭取に就任。姫路瓦斯、日本フエルト帽体、姫路莫大小、羽東川電気、中国合同電気、新見電気、鳥取電燈、播丹鉄道各取締役、姫路電気化学工業、大阪堂島米穀取引所監査役なども務めた。

## 人物

### 相場師
大阪に出て大阪株式取引所と堂島の米穀取引所で相場を張った。梅吉の相場のやり方はそろばん本位で、堅実を旨とした。敵方の無理な買い占めや売り崩しに向かって、理詰めの戦略でたたきつぶすのを身上とした。梅吉は堂島取引所の重役に就いた時、新聞記者に「投機社会で財をなすのは容易です。そろばん本位でやるなら間違いない。新聞記者などしているより、財を作るにはいい商売ですよ」と語っている。

### 人柄
一介の小商人から立って数千万の巨富を1代に積み、資産家として知られた。米相場で財を成し、姫路駅周辺の大地主となった。
梅吉は幼い頃から商業に多大の趣味を抱き、姫路実業界の牛耳を執り、同市の繁栄に多大の功労があって重んぜられた。
梅吉は演劇愛好家であり、1897年頃に梅吉、横山卯朔ら7人の有志によって西二階町に演芸館七福座が開館した。住所は姫路市西紺屋町。

## 家族・親族
牛尾家
- 父・政五郎[2]
- 母・みな（1830年 - ?、兵庫、三木太平の長女、絶家三木氏を再興）[2]
- 兄・政次郎（兵庫平民）[11]
- 妻・きぬゑ（1875年 - ?、兵庫平民、望月有寧の三女）[11]
- 長男・健治[11][14]（1898年 - 1958年）
  - 同妻・みつ（1902年 - ?、兵庫、中村彌之祐の養妹）[2]
  - 同長男・吉朗（1929年 - ）
  - 同二男・治朗（1931年 - 2023年）
- 二男・敏（1907年 - ?、兵庫、三木みなの養子[12]、野村銀行員[24]）
- 三男・清（1910年[6]、あるいは1909年[11] - ?）
- 庶子
  - 男[11][12]
  - 男[11][12]
- 養子・ハナ（1895年 - ?、京都平民、伊藤洞月の長女、乾利一の妻）[6]

親戚
- 乾亀松（衆議院議員）
- 中村彌之祐（土木建築請負業、中村組社長）